# Roman (Sound Horizon专辑)
《Roman》 是日本乐团Sound Horizon的第三张商业专辑，也是自同人时代以来的第五张Story CD，又称为“第五地平线”。于2006年11月22日由国王唱片发售。除了四个女声、两个男声以及13个配音演员和解说员之外，包括乐器组在内共有70多人参与该专辑制作。

## 情节
在中世纪法国的背景下，一个名为伊维尔·罗兰（Hiver Laurant）的婴儿未出生前就死于腹中。母亲为他举行了葬礼，从黎明一直持续到黄昏。为了让死去的伊维尔有人陪伴，母亲在棺椁中放入了紫罗兰（Violette）与绣球花（Hortense）双胞胎人偶陪葬。但伊维尔的灵魂给予了双胞胎人偶生命，并拜托她们在这道地平线上寻找能让他降生的故事（Roman）。

## 收录歌曲
1. 朝と夜の物語 [07:23]
演唱：Revo、織田香織、YUUKI
2. 焔 [05:33]
演唱：RIKKI
3. 見えざる腕 [06:58]
演唱：織田香織
4. 呪われし宝石 [06:21]
演唱：REMI、Hiver Laurant
5. 星屑の革紐 [06:22]
演唱：YUUKI、井上杏美
6. 緋色の風車 [06:00]
演唱：織田香織
7. 天使の彫像 [06:54]
演唱：Jimang
8. 美しきもの [06:33]
演唱：YUUKI
9. 歓びと哀しみの葡萄酒 [06:55]
演唱：REMI
10. 黄昏の賢者 [07:35]
演唱：Jimang
11. 11文字の伝言 [07:08]
演唱：RIKKI

## 参与制作成员
作词、作曲、编曲
- Revo

演唱
- Revo
- RIKKI
- 織田香織
- YUUKI
- REMI
- Jimang
- 井上杏美

旁白
- 绿川光
- 田村由香里
- 能登麻美子
- 大塚明夫
- 若本規夫
- 飛田展男
- 保志総一朗
- 深見梨加
- 尤加奈
- 皆口裕子
- 日高範子
- Ike Nelson
- Sublime

封面绘图
- yokoyan

## 密码与隐藏曲目
该专辑每首曲目的歌词中都有一个假名被替换为数字，可通过密码表解读。所得假名按照曲目顺序排列，可以得到“しあわせにおなりなさい”（愿你能够得到自己的幸福），将其输入特设网页可以下载到隐藏曲目《truemessage》，该歌曲与《11文字の伝言》的区别是前者有“しあわせにおなりなさい”歌词，而后者没有。但如按照《黄昏の賢者》歌词中提示的顺序排列，可以得到“おりあわせしになさいな”（就请你交缠层叠着去死吧），将其输入特设网页，可以得到另一首隐藏曲目《yaneuraroman》。

## 相关衍生作品

### 漫画
- 桂遊生丸绘 《ULTRA JUMP》刊 《Roman》

### 小说
- 十文字青著《Roman 冬の朝と聖なる夜を廻る君の物語》（Roman 巡回于冬之朝与圣诞夜的你的物语）